# Sonderbereich Mürwik

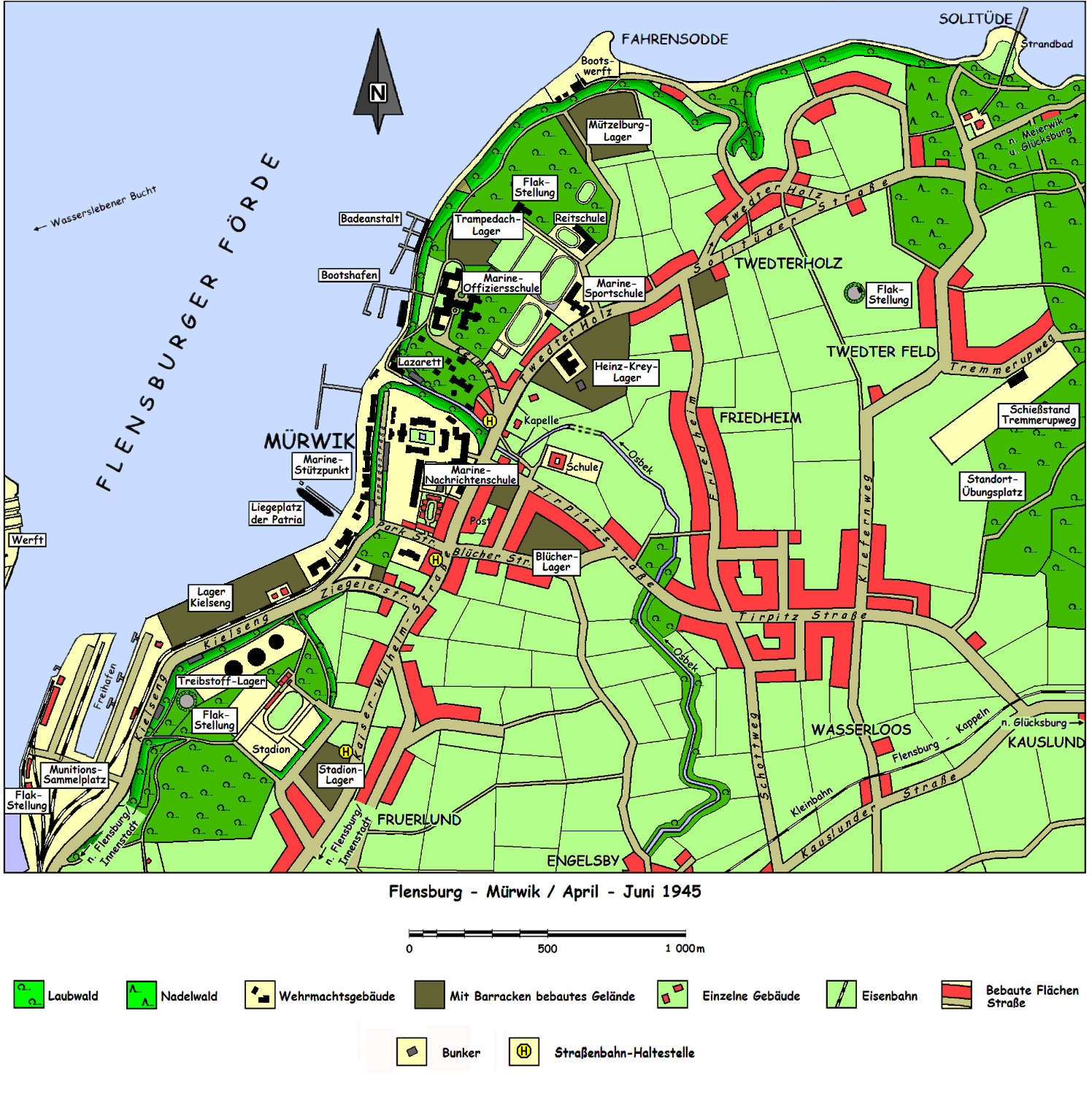
Karte von Mürwik, Stand 1945

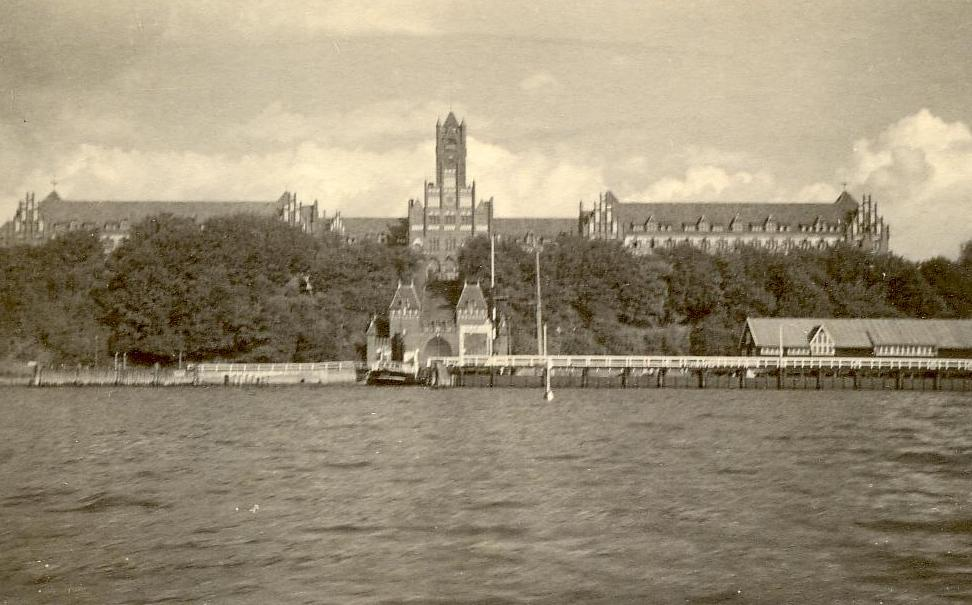
Marineschule Mürwik (Rotes Schloss), 1929

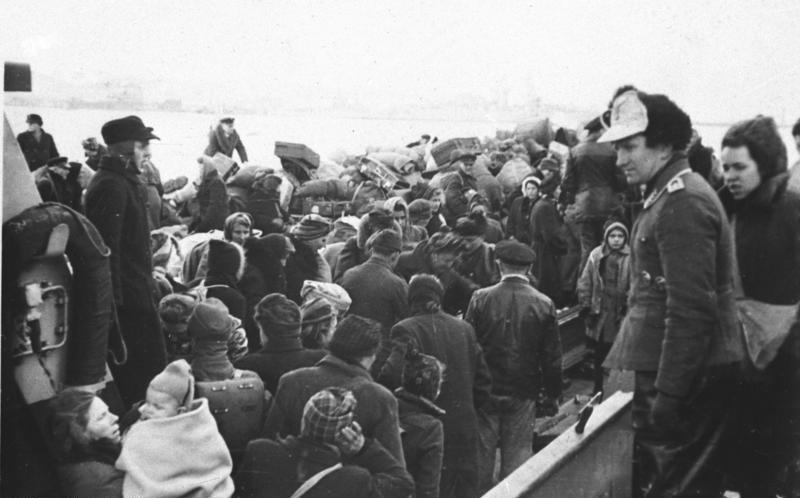
Flüchtlinge besteigen in Pillau (heute: Baltijsk in der Oblast Kaliningrad) ein Kriegsschiff.

Der Sonderbereich Mürwik war die Bezeichnung für ein ungefähr 14 Quadratkilometer großes Gebiet bei Flensburg-Mürwik, in dem sich die Regierung Dönitz aufhielt. Dieser letzte Rest des NS-Staates bestand bis zum 23. Mai 1945.

## Lage bei Mürwik
Der Sonderbereich nahm das Gelände des Mürwiker Marinestützpunktes sowie angrenzende Flächen bis Twedt und Twedter Feld ein. Darüber hinaus gehörte noch die Kaserne in Meierwik zum Sonderbereich. Der Bereich war zwei Kilometer breit und sieben Kilometer lang. Das Schloss Glücksburg lag am Rande des Sonderbereichs.
Der namensgebende Ort Mürwik liegt an der Flensburger Förde, etwa vier Kilometer von der Flensburger Innenstadt entfernt oberhalb einer fast durchgehenden Steilküste am Ostufer der Förde. Mürwik gehörte zu Flensburg, bestand 1945 aber noch als ein unverwachsener Vorort der Stadt. Zum Ende des 19. Jahrhunderts lagen bei Mürwik lediglich einige Katenstellen sowie kleinere Ziegeleien. Die militärischen Anlagen Mürwiks entstanden schrittweise mit dem Beginn des neuen Jahrhunderts. Zunächst 1901/02 mit dem Bau der Torpedostation der Kaiserlichen Marine und 1910 mit der Errichtung der Marineoffiziersschule sowie dem Bau des Marinelazarettes. Im selben Jahr war Mürwik mit Fruerlund, Twedt und Twedterholz nach Flensburg eingemeindet worden. 
Mit dem Zuzug der Marine wurden auch Wohn- und Geschäftshäuser errichtet. Die Verkehrsanbindung des damals noch abgelegenen, jungen Flensburger Stadtteils wurde zudem durch Straßenbau und den Bau der Straßenbahnlinie 3 verbessert. Bis zum Zweiten Weltkrieg wurden die militärischen Anlagen des Stützpunktes kontinuierlich erweitert. Als Kriegsprovisorium geplant, wurden auch einige Barackenlager errichtet. Im Vergleich zu anderen Städten im Deutschen Reich kamen Flensburg und Mürwik bei den alliierten Luftangriffen trotz der militärischen Bedeutung des Ortes glimpflich davon. Der Marinestandort Mürwik war im Mai 1945 intakt und unzerstört. Die Einwohnerzahl Flensburgs stieg von 68.000 im Jahr 1944 bis Mitte 1945 durch den Zustrom der Ostflüchtlinge auf über 110.000 an. Viele dieser Flüchtlinge wurden in den ehemaligen Wehrmachtslagern und in den Kasernen Mürwiks untergebracht, wo sie teilweise noch über die nächsten zwanzig Jahre verblieben.

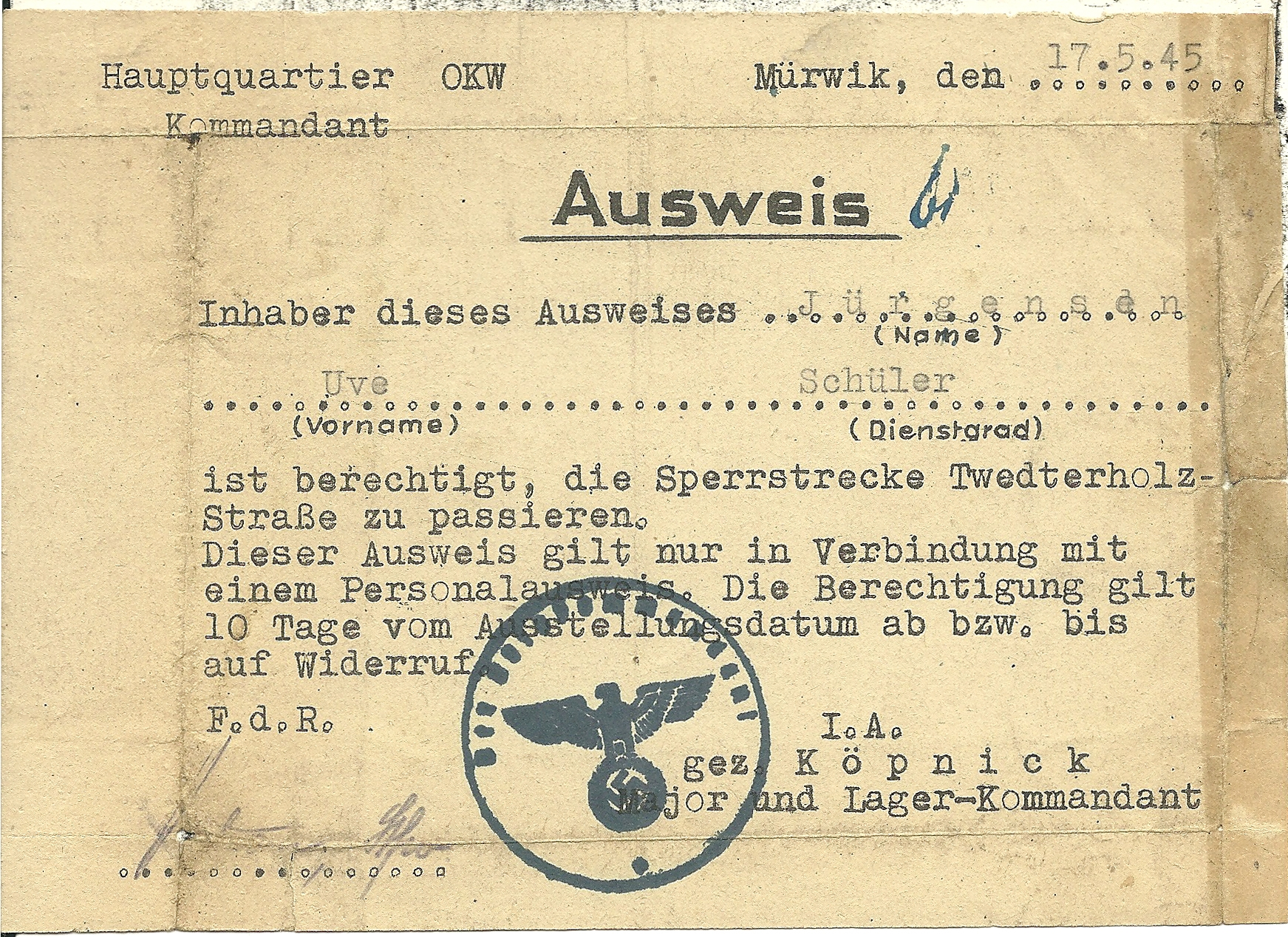
Deutscher Passierschein für den Sonderbereich

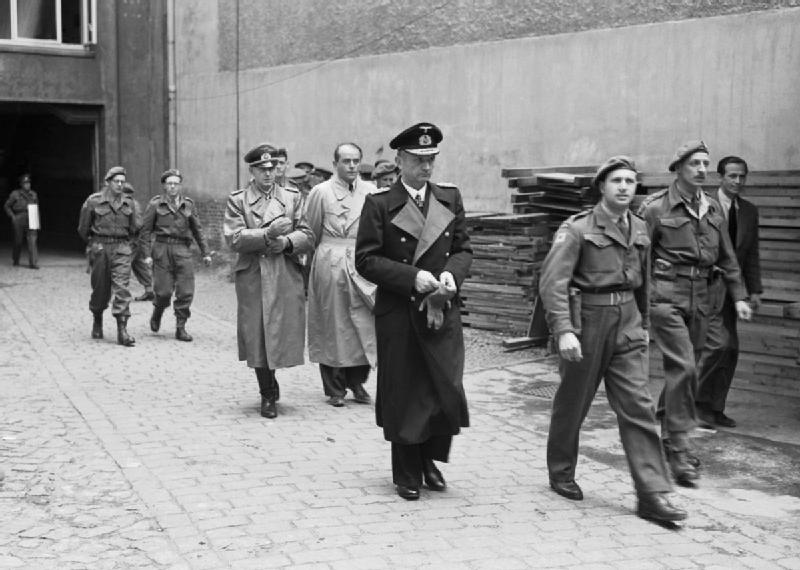
Foto, das nach der Verhaftung der Regierung Dönitz am 23. Mai 1945 beim Pressetermin im Hinterhof des Flensburger Polizeipräsidiums entstand. Bildmitte: Dönitz, dahinter Jodl und Speer.

## Zeit des Bestehens des Sonderbereichs
Im Sonderbereich Mürwik war vom 3. bis 23. Mai 1945 die letzte deutsche Reichsregierung tätig. Der Oberbefehlshaber der Kriegsmarine, Großadmiral Karl Dönitz, war von Adolf Hitler in seinem politischen Testament (29. April 1945) als sein Nachfolger mit dem Titel „Reichspräsident“ bestimmt worden. Dönitz und sein Stab befanden sich im schleswig-holsteinischen Plön, als ihn die Nachricht von Hitlers Tod am 1. Mai 1945 erreichte. Da britische Truppen von Süden her nach Schleswig-Holstein eindrangen und schnell vorrückten, entschied er, in Richtung Norden auszuweichen. Am 3. Mai trafen Dönitz und sein Gefolge am frühen Morgen in Flensburg ein. Sofort erörterte Dönitz die politische und militärische Lage und kam zu dem Schluss, dass ein Weiterführen des Krieges nicht mehr möglich war. Er residierte in dieser letzten Phase des Krieges nicht in der eigentlichen Marineschule, sondern in einem einfachen Büro in der benachbarten Marine-Sportschule.
Auch Heinrich Himmler war mit zahlreichen Kommandobehörden und Abteilungen des Reichssicherheitshauptamtes sowie seinem persönlichen RF-SS-Stab von etwa 150 Personen nach Mürwik gekommen mit der Absicht, sich an der Regierung Dönitz zu beteiligen. Dies begründete die Rattenlinie Nord.
Das zunächst wichtigste Ziel der Regierung Dönitz war es, möglichst vielen Soldaten und Zivilisten aus den deutschen Ostgebieten die Flucht in den Westen des deutschen Reichs zu ermöglichen. Des Weiteren wurde Generaladmiral von Friedeburg, der Dönitz als Oberbefehlshaber der Kriegsmarine nachgefolgt war, als Leiter einer Verhandlungsdelegation beauftragt, am 3. Mai 1945 das britische Hauptquartier bei Lüneburg aufzusuchen und, für den Nordraum geltend, ein Waffenstillstandsabkommen zu erreichen. Dies gelang durch die Unterzeichnung der Teilkapitulation der Wehrmacht für Nordwestdeutschland, Dänemark und die Niederlande am 4. Mai 1945 auf dem Timeloberg bei Wendisch Evern, die am 5. Mai 1945, 8.00 Uhr, in Kraft trat. Auch Seekriegsmaßnahmen wurden eingestellt. Die Luftangriffe auf Flensburg endeten. Nach der schrittweisen Besetzung Flensburgs, die am 5. Mai 1945 begann, gestand die britische Militärführung den deutschen Regierungsmitgliedern im Rahmen ihres Aufgabenbereichs Bewegungsfreiheit zu. Das Wehrmachtsgelände und der Ort wurden bis zum 22. Mai 1945 nicht regulär militärisch besetzt. Das hinderte aber die Soldaten des alliierten Oberkommandos nicht, sich inner- und außerhalb der Kasernen frei zu bewegen. Die Bevölkerung bemerkte von den Vorgängen in Mürwik fast nichts. Der Sonderbereich Mürwik war, bis auf die Kasernen, nicht eingezäunt, es gab auch keine Demarkationslinie.
Der Versuch der deutschen Regierung, noch möglichst viel Zeit zu gewinnen, um weiterhin der Bevölkerung die Flucht aus dem Osten zu ermöglichen, fand mit der Unterzeichnung der bedingungslosen Kapitulation am 7. Mai 1945 in Reims bzw. am 8. Mai in Berlin-Karlshorst ein Ende. Mit Ablauf des 8. Mai hatten die Truppen der Wehrmacht an ihrem derzeitigen Standort zu verbleiben. Zu den britischen Truppen kamen ab 12. Mai auch amerikanische Soldaten des Alliierten Oberkommandos unter General Rooks nach Mürwik und nahmen auf dem Wohnschiff Patria Quartier. Am selben Tag wurde zudem um das „Regierungsviertel“ in Mürwik eine Bannmeile mit einer Länge von ungefähr sieben Kilometern und einer Breite von ungefähr zwei Kilometern eingerichtet.
Bis zum 22. Mai trat die Regierung noch zu Kabinettssitzungen zusammen, es geschah aber nach außen hin nichts mehr. Am 23. Mai 1945 wurden Karl Dönitz, Alfred Jodl und Hans-Georg von Friedeburg auf die Patria bestellt, wo ihnen die Auflösung der Regierung sowie ihre Verhaftung mitgeteilt wurde. Damit begann die Operation Blackout. Fast gleichzeitig wurde die geschäftsführende Regierung in der Marinesportschule verhaftet. Noch am selben Tag wurden Dönitz, Jodl und Albert Speer vom Flugplatz Flensburg-Schäferhaus ins Gefangenenlager Camp Ashcan in Mondorf (Luxemburg) gebracht. Von Friedeburg nahm sich vorher das Leben.

## Die militärischen Anlagen des Sonderbereichs

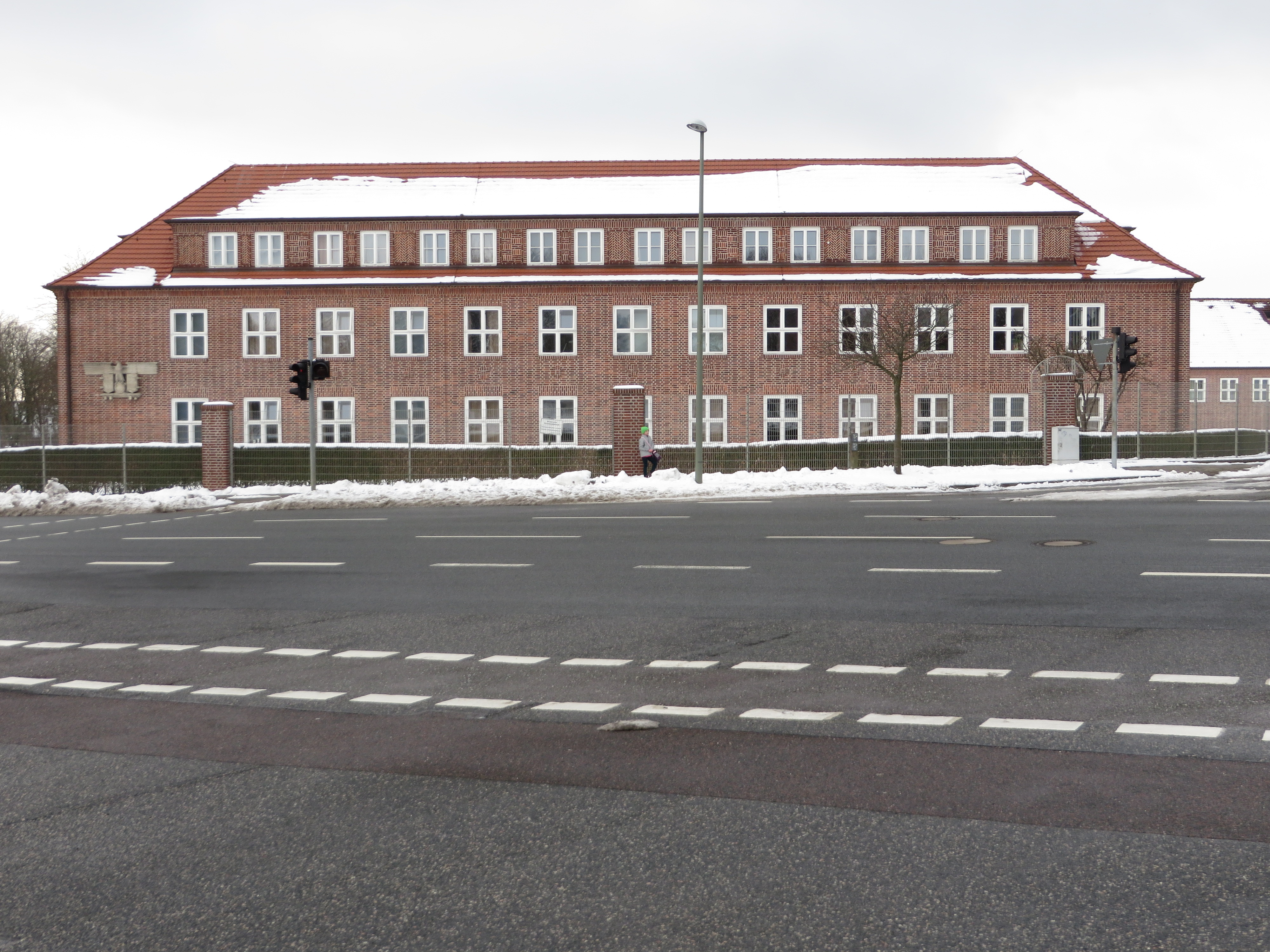
Stabsgebäude im Winter 2014/15

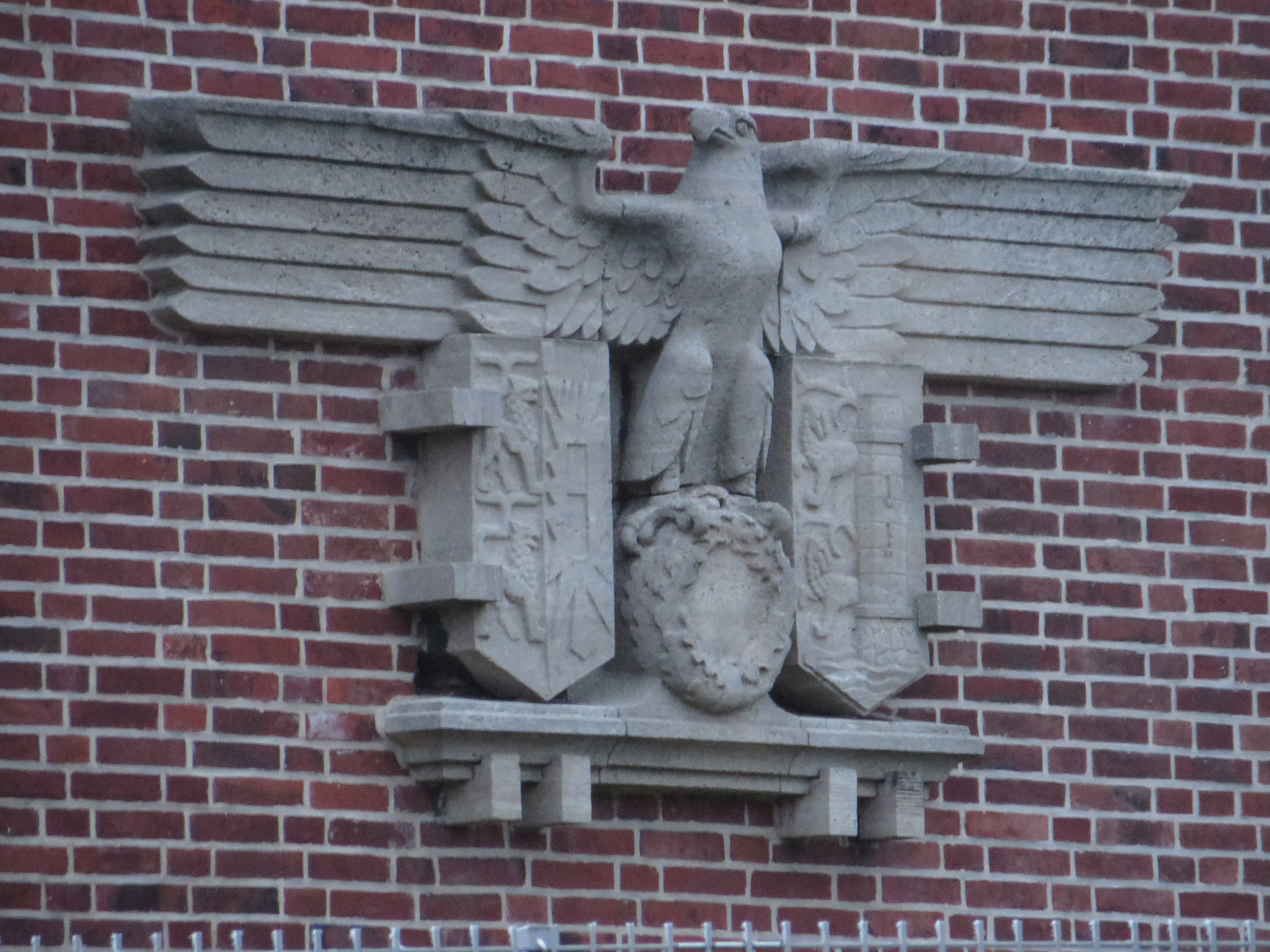
Hoheitszeichen am Stabsgebäude (ohne das nach 1945 ausgemeißelte Hakenkreuz)

### Marineschule Mürwik
- Marineschule Mürwik
Erbaut von 1907 bis 1910 für die Offiziersausbildung der Marine, bis 1945 fast durchgehend in dieser Funktion. Zum Teil, noch vor der Kapitulation 1945, als Teil des Lazaretts genutzt, später Nutzung als Pädagogische Hochschule bis 1959 und Zollschule Flensburg bis 1956. Ab 1956 etappenweise Übernahme durch die Bundesmarine.

Angrenzend und zur Marineoffiziersschule gehörend:
- Marinelazarett
Geplant und genutzt als Marine-Lazarett, erbaut von 1907 bis 1910 und nach 1945 von der Stadt Flensburg bis 1987 als Krankenhaus genutzt. Ab 1988 Unterkunft für Asylbewerber und Aussiedler, ab 1998 leerstehend.
- Sportschule
Erbaut 1936/37 für die Ausbildung von Sportausbildern. Vom 3. bis 23. Mai 1945 war im Stabsgebäude der Sitz der letzten deutschen Reichsregierung, nach 1945 zivile Nutzung, 1956/57 von der Bundesmarine übernommen
- Trampedachlager
1937 erstellte Baracken als Unterkunft für Offiziersanwärter der Luftwaffe. Nach 1945 Flüchtlingsunterkunft, von der Bundesmarine übernommen und als Unterkunft genutzt. Das Lager wurde als Kulturdenkmal eingetragen.
- Marine-Reitschule
1937 erbaut für die die Reitausbildung. Nach 1945 zivile Nutzung, 1985 abgebrochen.[11]
- Bootshafen der Marineschule Mürwik
Gleichzeitig mit der Marineschule erbaut, war Liegeplatz für Motor- und Segelboote, die für die Offiziersausbildung benötigt wurden
- Lehrwerkstatt für die praktische Ausbildung der Technischen Offiziere
 Ein Werkstattgebäude, neben dem Heinz-Krey-Lager, das 1939/40 erbaut wurde. Nach 1945 zivile Nutzung und heute von der Bundeswehr genutzt.
- Lehrwerkstatt für die Ausbildung der Waffenoffiziere
 Ein Werkstattgebäude das 1939 nördlich vom Trampedachlager erbaut wurde.[12] Nach 1945 zunächst zivil genutzt, anschließend von der Bundesmarine übernommen.[13]
- Schwimmbad der Marineschule
Die Badeanstalt direkt an der Förde diente zur Schwimmausbildung für die Soldaten des Standorts Mürwik. Sie wurde 1965 abgebrochen und durch eine Schwimmhalle ersetzt, die sich noch heute nahe dem Torhaus der Marineschule befindet.

### Weitere Wehrmachtsanlagen
- Torpedoschule der Torpedostation
Ausbildungsstätten für Torpedopersonal der Marine. Die Torpedostation ist Keimzelle des Marinestandorts Mürwik, ältestes Dienstgebäude von 1902. Der Lehrbetrieb wurde zum Ende des Zweiten Weltkrieges eingestellt.
- Marinehafen des Marinestützpunktes
Marinehafen mit allen für die Versorgung von Kampfschiffen notwendigen Einrichtungen, erste feste Bauten ab 1901/02 für die erwähnte Torpedoausbildung, neue Ausbauten in den 1930er Jahren. Nach 1945 zivile Nutzung und britische Militärdienststellen, von 1956 bis 1998 Hauptbestandteil des Stützpunktes der Bundesmarine. Heute zivile Nutzung unter dem Namen Sonwik.
- (Alte) Blücherbrücke im Marinehafen: Sie diente als Liegeplatz der Patria, ein Passagierschiff der HAPAG, das als Wohnschiff von der Kriegsmarine genutzt wurde. Im Mai 1945 haben dort Großadmiral Dönitz und ein Teil der Reichsregierung zeitweise Quartier bezogen. Seit dem 12. Mai 1945 war sie Sitz des Alliierten Oberkommandos unter dem Kommando des US-Generals Rooks. Dönitz zog in die Kommandeursvilla um.
- U-Bootshafen bei Kielseng
 Für die Einrichtung des U-Boothafen wurde während des Zweiten Weltkrieges das Freihafenbecken bei Kielseng genutzt. Der eingerichtete U-Boothafen wurde mit Kriegsmarine-Einheiten belegt. Zum Zeitpunkt der Kapitulation waren hier Vorpostenboote und der Tender (Versorgungsschiff) Donau aufgelegt. Durch die Explosion auf dem Munitionssammelplatz am 14. Juni wurden die hier liegenden Schiffe versenkt oder stark beschädigt. Der U-Boothafen blieb als Yachthafen Kielseng erhalten.
- Treibstofflager Kielseng
Erbaut während des Zweiten Weltkriegs, Treibstofflager für die Schiffe der Kriegsmarine, nach 1945 durch Sprengung vernichtet (Vgl. Kielseng).
- Nachrichtenschule
Ausbildungsstätten für Nachrichtenpersonal der Marine. Zwischen 1933 und 1939 wurden umfangreichen Neubauten für die Nachrichtenschule errichtet. Die Kommunikationsanlagen der Nachrichtenschule dienten der letzten Reichsregierung als Befehlsübermittlungsstand. Die Schulbauten dienten nach Mai 1945 als Quartier für britische Besatzungstruppen, später auch für norwegische Einheiten. Ab 1956 Übernahme durch die Bundesmarine mit Nutzung als Marinefernmeldeschule. Ab 2003 Schule für Strategische Aufklärung der Bundeswehr, seit 2024 Außenstelle Ausbildungszentrum CIR.
- Ehemalige Seefliegerhorst Fahrensodde

Die Wasserflugstation bei Fahrensodde wurde in der Kaiserzeit eingerichtet und letztlich endgültig nach dem Zweiten Weltkrieg aufgegeben. — Am Küstenabschnitt zwischen Fahrensodde und der Marineschule wurden im Übrigen die Leichen von mindestens 24 Konzentrationslagerhäftlingen angetrieben und zunächst einfach nur verscharrt.
- Bunker/Stollen
Entlang des Steilufers der Flensburger Förde von Fahrensodde bis zum Munitionssammelplatz Kielseng waren Bunker und Stollen in die Uferhänge hineingebaut worden.
- Schießplatz Twedter Feld
Ein Schießstand am Tremmerupweg
Auf diesem Wehrmachtsschießstand wurden noch nach der Kapitulation standrechtlich verurteilte Soldaten erschossen. Nach Ende des Kalten Krieges gab die Bundeswehr die Liegenschaft auf.
- Kaserne Glücksburg-Meierwik
Lage: Etwa 4 km nordöstlich von Mürwik (siehe: Meierwik) oberhalb der dortigen Steilküste an der Flensburger Förde (Winzigerhuk). Die Kaserne wurde 1939 fertiggestellt und diente zunächst nur der Ausbildung von Unteroffiziersanwärtern der Marine. Ab 1942 auch Ausbildung von Offiziersanwärtern. Hier hatte der Oberbefehlshaber der Kriegsmarine, Generaladmiral Hans-Georg von Friedeburg, sein Quartier und hier verübte er am 23. Mai während seiner Verhaftung Selbstmord durch Gift. Nach der Kapitulation 1945 Unterkunft für DPs (2500 Polen) und ab etwa 1948 Unterkunft für Heimatvertriebene und Flüchtlinge, nach 1956 Übernahme durch die Bundesmarine.

### Wehrmachtslager im Sonderbereich Mürwik
- Heinz-Krey-Lager (erst: Memellager)
- Mützelburglager (erst: Nordlager; lag bei Twedter Mark)
- Lager Kielseng (ursprünglich Teil des U-Bootshafens bei Kielseng)
- Stadionlager beim Volkspark[14]

Diese Lager dienten anfangs als zusätzliche Unterkünfte und Werkstätten für die Wehrmacht. Ab Mai 1945 wurden sie zum Teil für die Unterbringung von DPs (Displaced Persons), aber auch schon für die Ostflüchtlinge verwendet. Ab etwa 1948 wohnten dann nur noch Flüchtlinge und die inzwischen eingetroffenen Heimatvertriebenen in den Lagern. Bis 1965 war der Großteil der Gebäude abgebrochen.

## Weitere Plätze und Orte
- Weitere kleine Barackenlager und Einzelgebäude, die über Mürwik verstreut waren (wie beispielsweise das Blücherlager)
- Blücherlager

Während des Zweiten Weltkriegs errichtetes Zwangsarbeiter/innen- und Kriegsgefangenenlager. Nach 1945 zunächst Unterkunft für DPs. Ab etwa 1948 Nutzung für Ostflüchtlinge und Heimatvertriebene. Ab 1960/61 etappenweise Räumung und Abbruch des Lagers.
- Munitionssammelplatz

Eingerichtet 1945 nach der Kapitulation auf Anordnung der britischen Besatzungsmacht für die vorläufige Lagerung von Munition, See- und Landminen und sonstigen Explosivstoffen, die von Schiffen und Landeinheiten hier abgegeben wurden. Am 14. Juni 1945 ereignete sich hier eine schwere Explosion, die in Flensburg große Schäden anrichtete. Es wurden 53 Tote gezählt, 21 Menschen mussten, da unauffindbar, als vermisst angenommen werden.
- Flensburger Werft (heute: Flensburger Schiffbau-Gesellschaft)

Befindet sich auf der Westseite der Förde, gegenüber von Mürwik. Unter anderem Bau von U-Booten während des Krieges, auch mit zahlreichen Zwangsarbeitern. Die Werft existiert noch heute (2011) unter ihrem alten Namen.
- Wasserslebener Bucht

In der Flensburger Förde ankerten zum Zeitpunkt der Kapitulation zahlreiche Kriegs- und Handelsschiffe. Einige von ihnen ankerten offenbar auch bei Wassersleben. Unter den Schiffen befanden sich auch Frachter und Schleppkähne mit Häftlingen der Konzentrationslager Stutthof, Sachsenhausen und Neuengamme.
- Reichssender Flensburg

Befand sich bei der Alten Post in der Flensburger Innenstadt. Diente bis fast Mitte Mai 1945 als Sprachrohr der letzten Reichsregierung. Zur Ausstrahlung des Programms wurde der Hölzerne Eiffelturm in Flensburg-Jürgensby genutzt.
- Hauptquartier der Heeresgruppe Nordwest in Kollerup ungefähr 10 Kilometer von Mürwik entfernt.

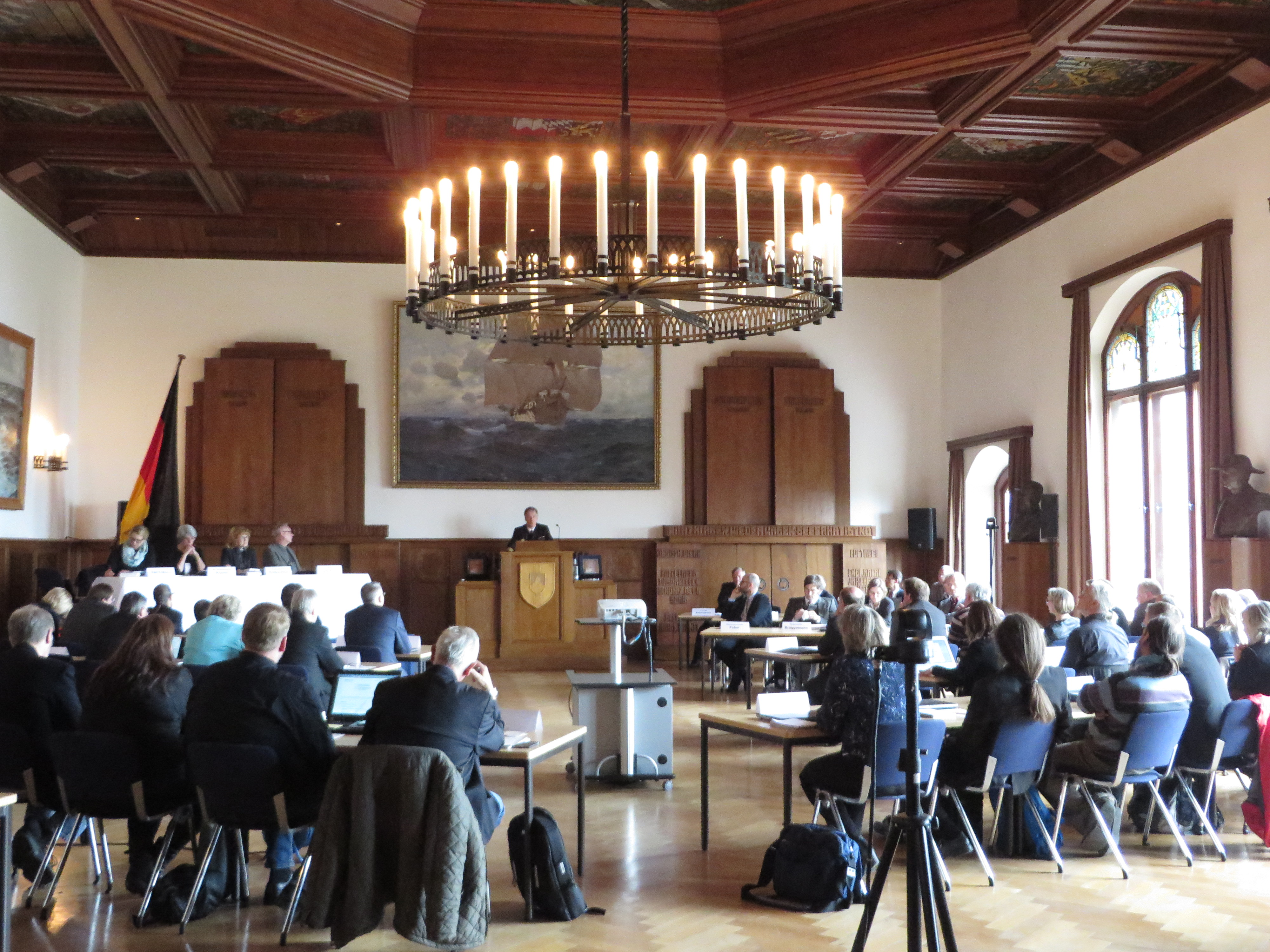
Die Ratsversammlung von Flensburg tagte am 7. Mai 2015 zur Erinnerung an das Ende des Krieges (70. Jahrestag) in der Aula der Marineschule Mürwik

## Erinnerungskultur vor Ort
Viele der militärischen Steingebäude blieben erhalten. Bei den zwei Adlern aus der NS-Zeit wurden die Hakenkreuze entfernt. 

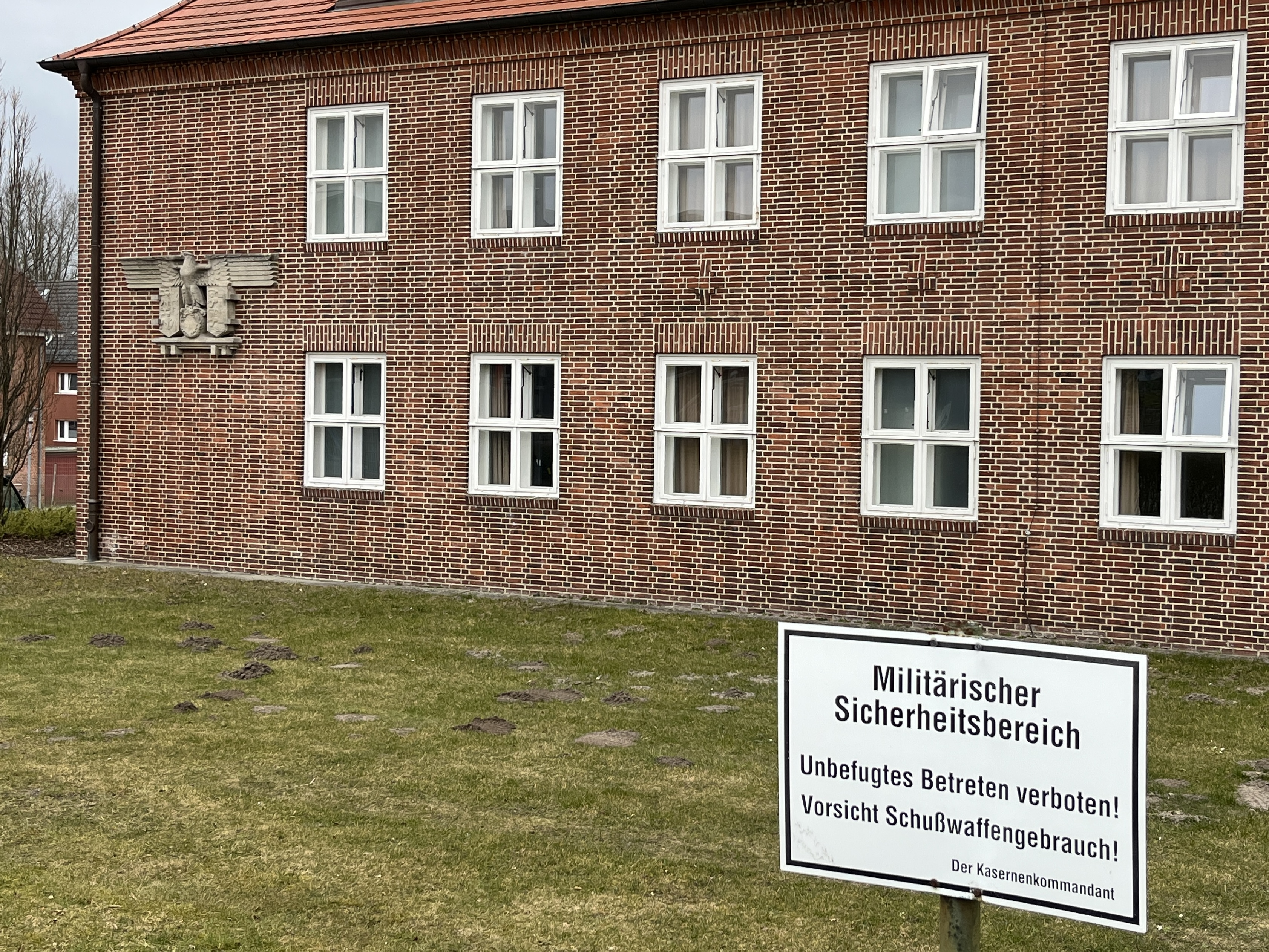
Flensburg-Mürwik, Gebäude der Marine-Sportschule von der Fördestraße aus gesehen

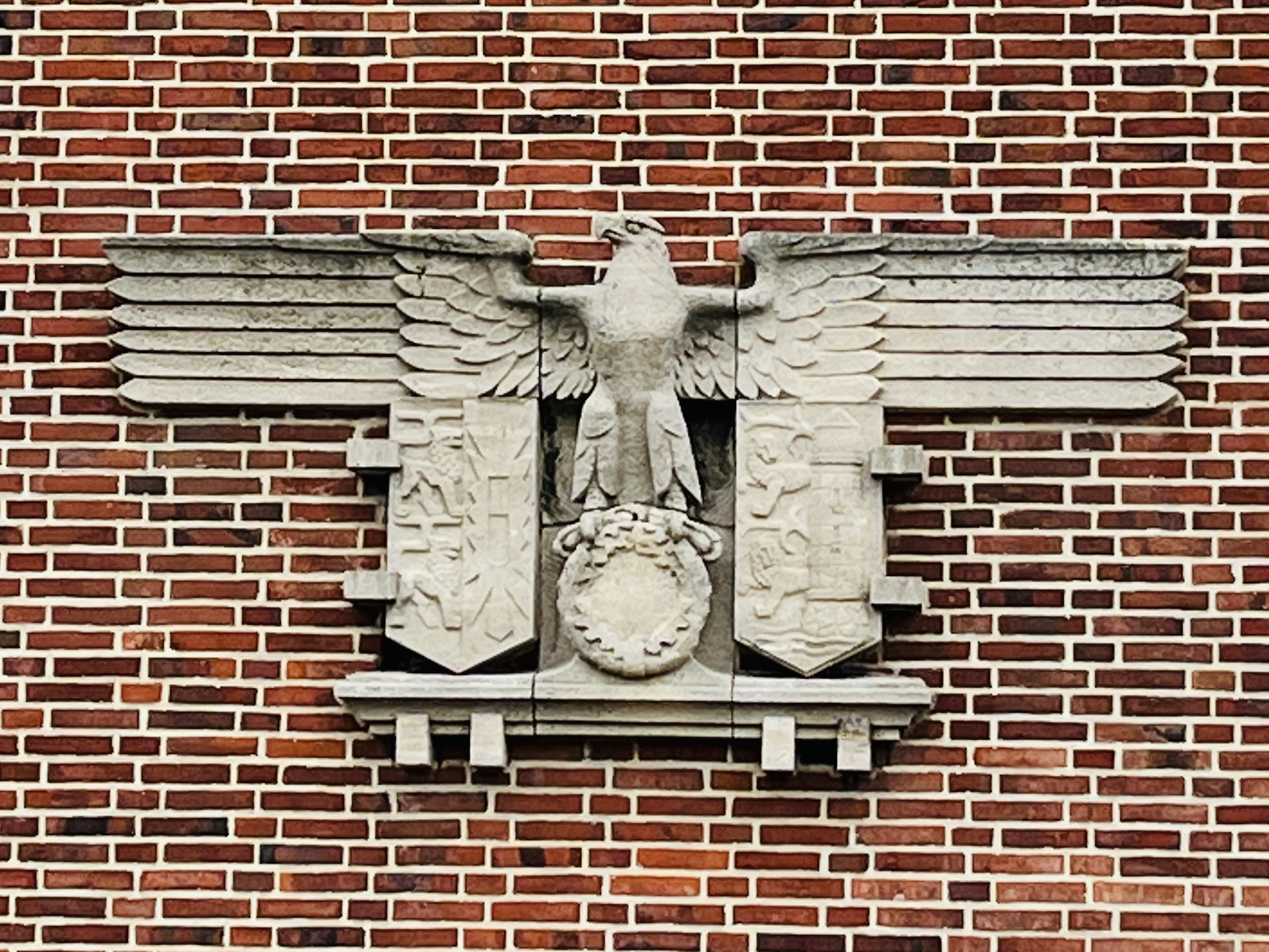
Flensburg-Mürwik, Adler am Gebäude der Marine-Sportschule von der Fördestraße aus gesehen

Die betreffenden Gebäude wurden als Kulturdenkmale des Stadtteils Mürwik eingetragen. Auf dem Friedhof Adelby liegt heute die Grabstätte des Kapitänleutnants Asmus Jepsen, der noch am 6. Mai 1945 als Deserteur hingerichtet wurde. An ihn erinnert eine nach ihm benannte Straße, an der sich der Schießstand am Tremmerupweg befand.